# دل (شرکت)
دِل (به انگلیسی: Dell) یک شرکت سازنده رایانه آمریکایی است، که دفتر اصلی آن در شمال شهر آستین، تگزاس قرار دارد و از بزرگ‌ترین شرکت‌های تولیدکننده محصولات IT در جهان می‌باشد. این شرکت یکی از شرکت‌های تابعهٔ شرکت دل تکنالوجیز است.
این شرکت رایانه‌های شخصی و محصولات دیگر وابسته به این گونه رایانه‌ها را، توسعه می‌دهد، ساخته و به فروش می‌رساند. دفتر اصلی «دل» در راند راک، (حومهٔ آستین) تگزاس است و بیش از ۸۸٬۰۰۰ کارمند، در سرتاسر جهان دارد.
دل همواره محصولات خود را برای کاربری‌های تجارت الکترونیک، پژوهش‌های پیشرفته مهندسی و دانشجویان پژوهشگر و نوآور، بازار بورس و سهام و همچنین کاربران بازی و تدوین تصویر و گرافیک و مصارف خانگی و اداری تقسیم‌بندی و طراحی کرده‌است. به همراه قیمت‌های مناسب و رقابتی و همواره توانسته‌است تا رضایت مشتریان خود را جلب نماید.
از جمله محصولات دل، سری صنعتی لتیتیود و نظامی راگد (Rugged)، اکس‌پی‌اس، اینسپیرون، وست‌رو، ایلین ور ،سرورها، تبلت، کیس‌های آماده و مانیتور‌های آن را می‌توان نام برد.

## شرکت دل در رتبه‌بندی‌های جهانی

### ۲۰۱۶
شرکت دل در سال ۲۰۱۶ در رتبه دوم از بزرگ‌ترین شرکت‌های تولید (نوت بوک) لپ تاپ دنیا، در فهرست بهترین برند لپ‌تاپ‌ها قرار گرفت و همچنین به عنوان نخستین و بزرگ‌ترین شرکت تولیدکننده نوت بوک ویندوزی جهان انتخاب شد.

### ۲۰۱۵
در سال ۲۰۱۵ شرکت دل به عنوان یکی از بزرگ‌ترین و با کیفیت‌ترین شرکت‌های تولید نوت بوک جهان پس از اپل، در فهرست قرار داد.

### ۲۰۱۰
در سال ۲۰۱۰ دل، پس از دو شرکت اچ‌پی و ایسر، سومین شرکت بزرگ فروش رایانهٔ شخصی، در جهان اعلام شد.
- فورچون ۵۰۰: دل به طور منظم در لیست فورچون ۵۰۰ قرار گرفته است، که این لیست شرکت‌های بزرگ آمریکایی بر اساس درآمد سالانه آن‌ها را رتبه‌بندی می‌کند. در سال‌های اخیر، دل همواره جزو ۱۰۰ شرکت برتر این لیست بوده است.
- بررسی‌های مارکت شیر: در حوزه سخت‌افزار کامپیوتر، دل اغلب در بین سه تولیدکننده برتر جهانی قرار دارد، بر اساس سهم بازار در بازار کامپیوترهای شخصی و سرورها.

## ابتکارات تکنولوژیکی و پایداری
- ابتکارات سبز: دل در زمینه تولید محصولات پایدار و کاهش اثرات زیست‌محیطی فعالیت‌های خود نیز شناخته شده است. این شرکت تلاش‌های زیادی در بهبود کارایی انرژی محصولات و استفاده از مواد بازیافتی در محصولات خود داشته است.
- ابتکارات فناوری: دل همچنین در زمینه نوآوری‌های فناوری مانند راه‌اندازی سیستم‌های مبتنی بر هوش مصنوعی و محاسبات ابری پیشگام بوده است.